# Flyleaf (Album)
Flyleaf ist das Debütalbum der US-amerikanischen Post-Grunge-Band Flyleaf. Es erschien am 4. Oktober 2005 in den USA (am 15. Mai 2006 in Großbritannien).

## Rezeption

### Charts und Auszeichnungen
Das Album konnte bis auf Platz 57 der US-amerikanischen Billboard 200 steigen. Für eine Million verkaufte Einheiten wurde Flyleaf am 22. Februar 2008 mit einer Platin-Schallplatte ausgezeichnet.

### Kritik
Die Presse äußerte sich unterschiedlich zum Album. Während Paul Portell der christlichen Musik-Website Jesus Freak Hideout mit 4,5 Sternen fast die volle mögliche Punktzahl vergab, gaben sowohl Konstantin Kasakov von Plattentests.de als auch Greg Prato von AllMusic mit vier von zehn bzw. 2,5 von fünf möglichen Punkten eher mittelmäßige bis negative Bewertungen ab. Laut Kasakov sei das einzig Innovative am Album, dass „seine Urheber noch immer nicht tätowiert sind“. Auch laut Prato würde Flyleaf sich kaum von den Zillionen anderer Bands im selben Genre abheben.

## Titelliste
| #   | Titel         | Länge |
| --- | ------------- | ----- |
| 1.  | I’m So Sick   | 3:00  |
| 2.  | Fully Alive   | 2:47  |
| 3.  | Perfect       | 2:53  |
| 4.  | Cassie        | 2:58  |
| 5.  | Sorrow        | 2:45  |
| 6.  | I’m Sorry     | 2:43  |
| 7.  | All Around Me | 3:18  |
| 8.  | Red Sam       | 3:20  |
| 9.  | There For You | 2:47  |
| 10. | Breathe Today | 2:29  |
| 11. | So I Thought  | 4:50  |